# Fanny Horn Birkeland
Fanny Horn Birkeland, geb. Fanny Welle-Strand Horn (* 8. März 1988 in Oslo) ist eine ehemalige norwegische Biathletin und Skilangläuferin.

## Karriere

### Biathlon
Fanny Horn-Birkeland vom IL Heming startete seit 2007 im Junioren-Europacup. Schon früh lief sie in Geilo auf einen einstelligen Platz. Erstes Großereignis wurden die Junioren-Weltmeisterschaften 2008 in Ruhpolding, wo sie in drei der vier Rennen unter die besten Zehn lief. Im Sprint wurde sie Neunte, Zehnte im Verfolgungsrennen und mit der Staffel verpasste sie als Viertplatzierte mit Vilde Ravnsborg Gurigard und Anne Lise Aas knapp eine Medaille. 2009 lief sie die Biathlon-Europameisterschaften 2009 in Ufa. Die Einzelrennen bestritt sie im Juniorenbereich, wo sie 12. im Einzel wurde, Achte im Sprint und Elfte der Verfolgung. Im Erwachsenenbereich wurde sie gemeinsam mit Birgitte Røksund, Synnøve Solemdal und Kjersti Isaksen als Startläuferin der Staffel Fünfte. Ein Jahr später startete sie bei den Biathlon-Europameisterschaften 2010 in Otepää, wo sie 27. des Einzels, Siebte im Sprint und 16. der Verfolgung wurde. Mit Kaia Wøien Nicolaisen, Tiril Eckhoff und Solemdal verpasste sie zudem im Staffelrennen als Viertplatzierte eine Medaille nur um einen Rang. Schon zuvor konnte sie zum Beginn der Saison 2009/10 erstmals im Biathlon-Weltcup starten.
Fanny Horn-Birkelands erstes Rennen war ein Einzel in Östersund, bei dem sie den 62. Platz erreichte. Nach den drei Rennen zum Auftakt der Saison lief sie in der Saison über doch vor allem im IBU-Cup 2009/10. Schon in ihrem ersten Rennen bei einem Sprint in Altenberg verpasste sie als Viertplatzierte nur knapp das Podest. Zum Ende der Saison folgten drei weitere Rennen im Weltcup, bei denen sie in einem Verfolgungsrennen am Holmenkollen in Oslo ihre beste Platzierung bis auf einen 48. Platz verbessern konnte. Zur Saison 2010/11 gehörte Fanny Horn-Birkeland nach guten Leistungen in der Vorsaison und Umstrukturierungen im Kader nach der olympischen Saison erstmals zum norwegischen Elitekader. In Hochfilzen gewann sie als 30. eines Sprints erste Weltcuppunkte.
National konnte Fanny Horn-Birkeland schon früh Erfolge erreichen. Bei den Norwegischen Meisterschaften im Biathlon 2007 in Folldal gewann sie mit Karen Kristoffersen und Julie Bonnevie-Svendsen für die Region Oslo og Akershus startend die Bronzemedaille. Ein Jahr später konnte sie mit Eckhoff und Bonnevie-Svendsen in Stryn ihren ersten Titel in einem Staffelrennen gewinnen. 2009 wurde der Titel in Lillehammer mit Nicolaisen für Eckhoff im Team verteidigt. Auch 2010 konnte sie in Simostranda mit Nicolaisen und Eckhoff eine Staffelmedaille, nun Bronze, gewinnen. Zudem gewann sie hinter Tora Berger mit Silber im Massenstart ihre erste Einzelmedaille bei nationalen Meisterschaften.
Am 19. Februar 2017 gab sie bekannt, dass sie ihre Karriere zum Ende der Saison 2016/17 beenden wird.

### Skilanglauf
Ab 2008 trat Fanny Horn-Birkeland bei Rennen der FIS und des Scandinavian Cups auch im Skilanglauf an.

## Privates
Fanny Horn Birkeland ist mit dem ehemaligen norwegischen Biathleten Lars Helge Birkeland verheiratet.

## Statistiken

### Biathlon-Weltcup-Platzierungen
Die Tabelle zeigt alle Platzierungen (je nach Austragungsjahr einschließlich Olympische Spiele und Weltmeisterschaften).
- 1.–3. Platz: Anzahl der Podiumsplatzierungen
- Top 10: Anzahl der Platzierungen unter den ersten zehn (einschließlich Podium)
- Punkteränge: Anzahl der Platzierungen innerhalb der Punkteränge (einschließlich Podium und Top 10)
- Starts: Anzahl gelaufener Rennen in der jeweiligen Disziplin

| Platzierung         | Einzel | Sprint | Verfolgung | Massenstart | Staffel | Gesamt |
| ------------------- | ------ | ------ | ---------- | ----------- | ------- | ------ |
| 1. Platz            |        | 1      |            |             | 6       | 7      |
| 2. Platz            |        |        |            |             | 1       | 1      |
| 3. Platz            |        |        |            |             | 4       | 4      |
| Top 10              |        | 6      | 3          | 1           | 27      | 37     |
| Punkteränge         | 10     | 38     | 32         | 11          | 27      | 118    |
| Starts              | 20     | 58     | 40         | 11          | 27      | 156    |
| Stand: Karriereende |        |        |            |             |         |        |

### Weltcupsiege
| Nr. | Datum         | Ort        | Disziplin |
| --- | ------------- | ---------- | --------- |
| 1.  | 16. Jan. 2015 | Ruhpolding | Sprint    |

| Nr. | Datum         | Ort                  | Disziplin      |
| --- | ------------- | -------------------- | -------------- |
| 1.  | 11. Dez. 2011 | Hochfilzen           | Staffel 1      |
| 2.  | 9. Dez. 2012  | Hochfilzen           | Staffel 2      |
| 3.  | 6. Feb. 2015  | Nové Město na Moravě | Mixedstaffel 3 |
| 4.  | 29. Jan. 2015 | Östersund            | Mixedstaffel 3 |
| 5.  | 11. März 2016 | Oslo (WM)            | Staffel 4      |
| 6.  | 27. Nov. 2016 | Östersund            | Mixedstaffel 5 |

### Olympische Winterspiele
Ergebnisse bei Olympischen Winterspielen:
| Olympische Winterspiele | Olympische Winterspiele | Einzel | Sprint | Verfolgung | Massenstart | Staffel | Mixedstaffel |
| Jahr                    | Ort                     | Einzel | Sprint | Verfolgung | Massenstart | Staffel | Mixedstaffel |
| ----------------------- | ----------------------- | ------ | ------ | ---------- | ----------- | ------- | ------------ |
| 2014                    | Sotschi                 | –      | –      | –          | –           | (2.)    | –            |

### Weltmeisterschaften
Ergebnisse bei Biathlon-Weltmeisterschaften:
| Weltmeisterschaft | Weltmeisterschaft | Einzel | Sprint | Verfolgung | Massenstart | Staffel | Mixedstaffel |
| Jahr              | Ort               | Einzel | Sprint | Verfolgung | Massenstart | Staffel | Mixedstaffel |
| ----------------- | ----------------- | ------ | ------ | ---------- | ----------- | ------- | ------------ |
| 2011              | Chanty-Mansijsk   | 29.    | 23.    | 30.        | 28.         | 5.      | –            |
| 2012              | Ruhpolding        | 33.    | –      | –          | –           | 3.      | –            |
| 2013              | Nové Město        | 54.    | 35.    | 37.        | –           | –       | –            |
| 2015              | Kontiolahti       | 41.    | 78.    | –          | –           | 4.      | 3.           |
| 2016              | Oslo              | 31.    | 42.    | 19.        | 9.          | 1.      | –            |
| 2017              | Hochfilzen        | 63.    | 72.    | –          | –           | –       | –            |